# Jan Wouters
Jan Jacobus Wouters (* 17. Juli 1960 in Utrecht) ist ein niederländischer Fußballtrainer und ehemaliger -spieler.

## Spielerkarriere

### Im Verein

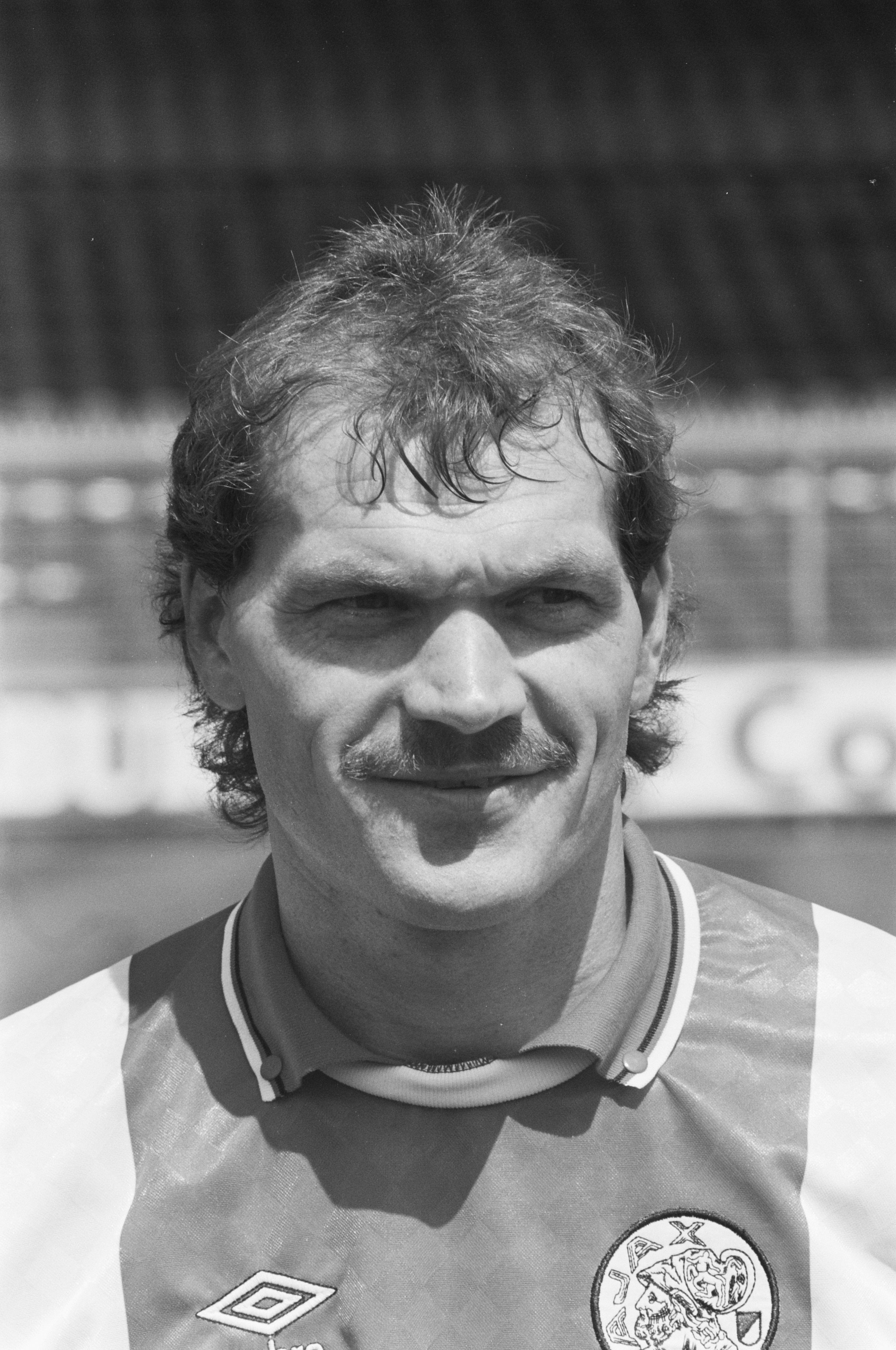
Jan Wouters (1989)

Mit 20 Jahren erhielt Wouters einen Lizenzspielervertrag beim Erstligisten FC Utrecht, seinem Heimatverein. Bereits im ersten Jahr kam der Mittelfeldspieler zu regelmäßigen Einsätzen und mit dem dritten Platz am Ende der Saison erreichte er mit seiner Mannschaft die bis heute beste Platzierung. Im Folgejahr setzte er sich endgültig durch und wurde Stammspieler. 1985 konnte er mit dem Team seinen ersten nationalen Titel, den KNVB-Pokal, gewinnen. Im Sommer 1986 wurde er von dem niederländischen Spitzenverein Ajax Amsterdam abgeworben. Dort wurde Wouters auf Anhieb Stammspieler und Leistungsträger. 1990 – vier Jahre lang ohne Meistertitel – wurde dieser gewonnen. Im selben Jahr wurde er Fußballer des Jahres der Niederlande. Im Herbst 1991 kehrte Wouters der Ehrendivision den Rücken und wechselte ins Ausland. In Deutschland unterzeichnete er beim FC Bayern München, für den er zwei Jahre aktiv war. Sein Bundesliga-Debüt gab er am 23. November 1991 (19. Spieltag) beim 1:0-Heimsieg über den Karlsruher SC. Drei Spieltage später erzielte er seinen ersten Ligatreffer im Trikot der Münchner. Beim 3:1-Heimsieg am 14. Dezember gegen Fortuna Düsseldorf erzielte Wouters den 2:1-Führungstreffer. In der Folgesaison bestritt Wouters 33 Spiele und traf viermal. Nach Ablauf der Saison 1993/94 wurden die Bayern Deutscher Meister. Wouters war allerdings bereits zur Winterpause, nach 16 Spielen (1 Tor), zur PSV Eindhoven gewechselt. Mit der PSV wurde Wouters nochmals Niederländischer Pokalsieger und beendete schließlich 1996 seine aktive Laufbahn.

### Nationalmannschaft
Bereits 1982 wurde Wouters Nationalspieler der Niederlande. Auf sein erstes großes Turnier musste er bis 1988 warten. In Deutschland sicherte sich die Mannschaft durch einen 2:0-Sieg im Endspiel über die Sowjetunion den Titel des Europameisters. Wouters absolvierte jedes der fünf Spiele und bildete mit Ruud Gullit, Arnold Mühren und Gerald Vanenburg das Mittelfeld der Niederländer. Bei der WM 1990 war Wouters ebenfalls im Kader und kam auch in dem berühmten Achtelfinalspiel gegen die Bundesrepublik Deutschland zum Einsatz, das man 1:2 verlor. Auch 1992 wurde er von Nationaltrainer Rinus Michels in den Kader der Oranje berufen. Im Halbfinale scheiterte man am späteren Sieger Dänemark. 1994 kam Wouters zu seiner zweiten Weltmeisterschaftsteilnahme und schied im Viertelfinale gegen Brasilien aus.

## Erfolge
- Europameister 1988
- KNVB-Pokal-Sieger 1985 mit FC Utrecht, 1996 mit PSV Eindhoven
- Niederländischer Meister 1990 mit Ajax Amsterdam

## Trainerkarriere
Nach seiner aktiven Zeit wechselte Wouters ins Trainergeschäft. Nach Stationen als Assistenz- beziehungsweise Jugendcoach beim FC Utrecht und bei Ajax Amsterdam wechselte er nach Schottland, wo er Assistent von Dick Advocaat bei den Glasgow Rangers wurde. In derselben Funktion betreute er auch die niederländische Fußballnationalmannschaft bei der Fußball-Europameisterschaft 2004. Nach dem Wechsel von Trainer Ronald Koeman zum FC Valencia wurde Wouters zeitweise vom Co-Trainer zum Cheftrainer der PSV Eindhoven befördert. Anfang 2008 übernahm Sef Vergoossen diese Funktion und Jan Wouters wurde wieder Co-Trainer. Im Sommer 2009 kehrte er zum FC Utrecht zurück, wo er als Assistent von Ton du Chatinier tätig war. Nach dessen Kündigung am Saisonende 2010/11 übernahm Wouters am 19. Mai 2011 zwischenzeitlich die Trainingsleitung. Im Sommer 2011 folgte ihm Erwin Koeman, den Wouters jedoch bereits im November 2011 wieder ablöste.
Eine Saison begleitete er den türkischen Erstligisten Kasımpaşa Istanbul als Co-Trainer und Nachwuchskoordinator und assistierte dem Cheftrainer Schota Arweladse. Nachdem dieser im März 2015 als Cheftrainer zurückgetreten war, übernahm Wouters interimsweise diese Position. Wenige Tage später ernannte ihn der Klub bis zum Saisonende zum Cheftrainer. Am 14. April 2015 wurde Wouters entlassen und sein Nachfolger wurde Önder Özen.